# Костецький Віктор Олександрович
Віктор Олександрович Костецький (рос. Виктор Александрович Костецкий; 12 квітня 1941, Жмеринка—6 листопада 2014, Санкт-Петербург) — радянський і російський актор театру та кіно. Заслужений артист РСФСР (1978).

## Біографія
Народився 12 квітня 1941 року у Жмеринці Вінницької області.
Жив у Ленінграді. Півтора року провчився на художньо-графічному факультеті ЛДПІ А. І. Герцена. У 1965 році закінчив ЛДІТМіК (курс Бориса Зона).
У кіно знімався до кінця останніх днів життя. Найбільш відомі ролі у фільмах Володимира Воробйова.
«Весілля Кречинського», «Труфальдіно з Бергамо», «Острів скарбів». Часто брав участь в дублюванні і озвучуванні іноземних кіно- й мультиплікаційних фільмів.
З 1990 року — викладач на відділенні музичної комедії, завідувач кафедри сценічного руху і мови в Петербурзькій консерваторії.
У 2008 році став лауреатом театральної премії Петербурга «Золотий софіт» за роль доктора Дорна в премьєрній виставі «Записні книжки Тригоріна» театра «Комедіанти» (інтерпретація чеховської пьєси «Чайка»). Номінація — «Краща чоловіча роль другого плану». Найвідоміша закадрова роль — озвучка капітана Барбосси.
Помер від сердцевого нападу 6 листопада 2014 року. Похований у Санкт-Петербурзі на Смоленському цвінтарі.

## Фільмографія
- 1963 — «День щастя» — тесля (нема в титрах)
- 1965 — «Перша Бастилія»
- 1966 — «Хто вигадав колесо?», «Перше кохання» — Майданов, поет
- 1967 — «Зелена карета» — Перепельський, «Перший президент» — доктор
- 1968 — «Коріолан»
- 1970 — «Ференц Ліст. Мрії любові» — сборщик пожертв (нема в титрах)
- 1974 — «Весілля Кречинського» — Михайло Васильович Кречинський, «Лишній день у червні» — магістр Мальгрім
- 1974 — «Зірка привабливого щастя» — Петро Григорович Каховський
- 1976 — «Труффальдіно з Бергамо» — Флоріндо Аретузі, наречений Беатріче, утікач з Турину
- 1991 — «Хранителі» — Гендальф